# IJzeren Kraak (schip, 1924)
De IJZEREN KRAAK is een wachtschip van Scouting Willem de Zwijgergroep III uit Dordrecht. Het is een clubhuis te water voor de groep. Een schip, dat niet alleen voor groepsactiviteiten kan worden gebruikt, maar waarmee ook gevaren kan worden. Als vervoer- en transportmiddel van, naar en tijdens kampen en als moederschip voor de vloot.
Het vooronder wordt als opslaghok gebruikt. In het ruim wordt bij slecht weer programma gedraaid, tijdens kampen gegeten en is er plaats voor de bagage. In de kombuis kan gekookt worden. Er is een toilet dat met een pomp wordt doorgespoeld. De roef wordt door de leiding als slaapkamer gebruikt, hier staan een aantal bedden. In het stuurhuis hangen twee Icom marifoons, verplicht op het vaarwater waar het schip regelmatig vaart.

## Geschiedenis
Door de werf van J. & K. Smit is voor een fractie van de werkelijke kosten een geheel stalen opbouw aangebracht en zijn  watertanks ingebouwd. Later is het schip steeds aangepast aan de geldende regels en wensen. De ooit geplaatste mast werd weer verwijderd, zijn er ramen geplaatst met aluminium profielen en is de binnenkant van het schip betimmerd. De originele stuurhut werd inmiddels al twee keer vervangen, van een kleine houten versie via aluminium naar een grote stalen versie. De elektronische installatie is steeds bij de tijd gebracht. Bolders zijn vervangen, gangen gedubbeld en het houten berghout is door een stalen vervangen.

## Liggers Scheepmetingsdienst[2]
| Meetnummer                   | District en volgnr.        | Meetdatum              | Meetplaats                | Lengte [m] | Breedte [m] | Inzinking [m] | Waterverplaatsing [ton] | Naam    | Eigenaar                               | Domicilie           |
| ---------------------------- | -------------------------- | ---------------------- | ------------------------- | ---------- | ----------- | ------------- | ----------------------- | ------- | -------------------------------------- | ------------------- |
| H2319N                       | 's-Gravenhage 2319         | 27 november 1924       | Leiden                    | 26,25      | 4,97        | –             | 114,742                 | ZAANDAM | Simon Jan en Jan Gerardus van der Kaag | Wormerveer/ Zaandam |
| A10760N District en volgnr.: | Amsterdam 10760 Meetdatum: | 5 mei 1941 Meetplaats: | Amsterdam Eerste meting?: | 26,34      | 4,99        | 1,71          | 113,062                 | ZAANDAM | Fa. A.J. Snelleman                     | Zaandam             |